# Ectinosoma pruvoti
Ectinosoma pruvoti är en kräftdjursart som beskrevs av Soyer 1971. Ectinosoma pruvoti ingår i släktet Ectinosoma och familjen Ectinosomatidae. Inga underarter finns listade i Catalogue of Life.